# 記銘
記銘（きめい）は、情報を覚えこむこと。最近は符号化と呼ばれることが多い。様々な方法がある。
- 視覚的記銘

何らかの存在を見て覚えることである。
- 聴覚的記銘

何らかの音を聞いて覚えることである。
- 触覚的記銘

何らかの存在を触り覚えることである。